# 철원군의 지질

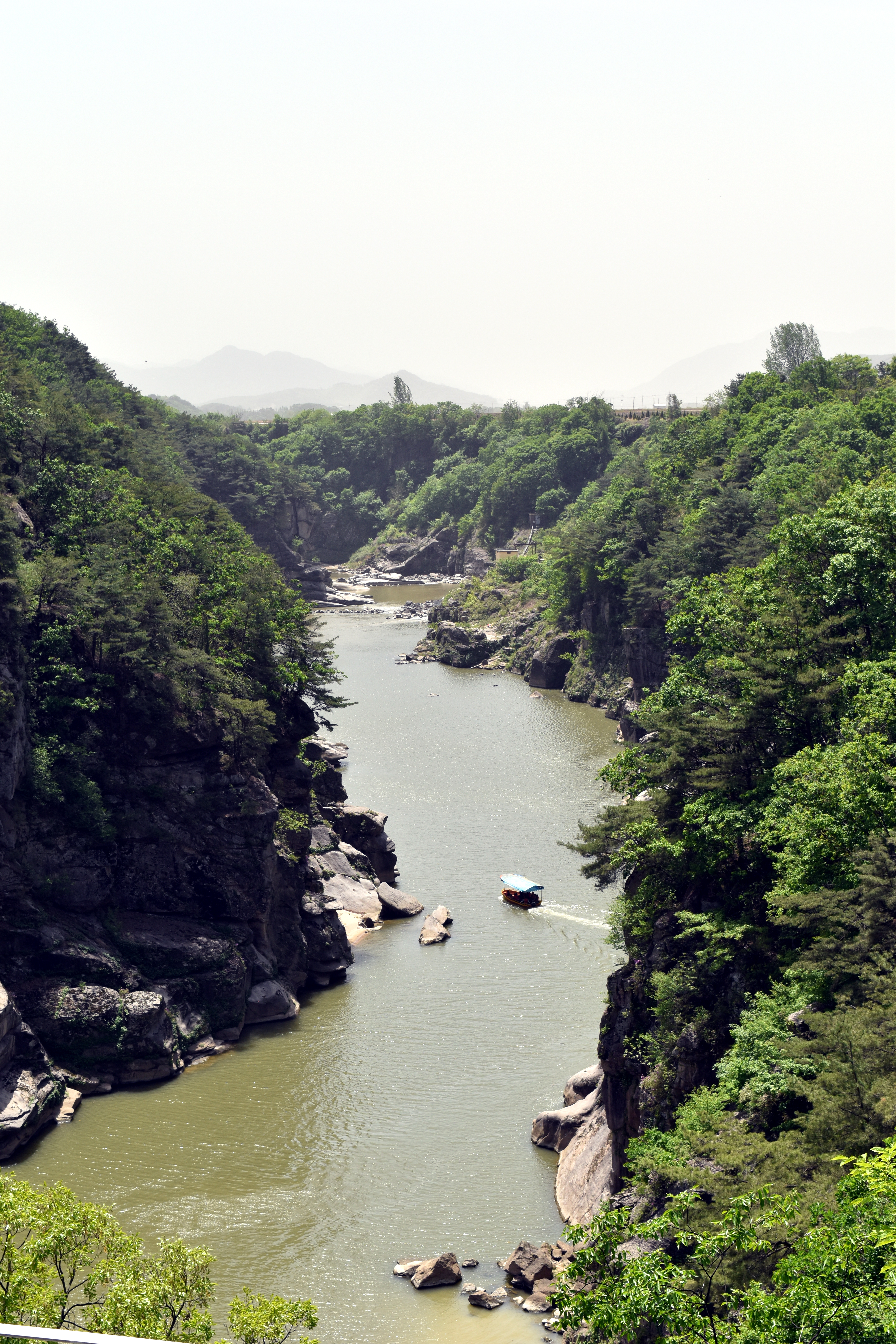
한탄강과 현무암

본 문서에서는 강원특별자치도 철원군의 지질과 철원-평강 용암대지에 대해 설명한다.

## 개요
철원군은 경기 육괴의 북부에 위치하지만 선캄브리아기의 암석은 거의 없고 거의 전 지역이 중생대에 관입한 화강암류로 구성되어 있으며 제4기의 현무암은 한탄강 주변에 분포하여 한탄강 대교천 현무암 협곡과 같은 지질유산이 발달한다. 1:5만 지질도폭 상으로,
- 철원 지질도폭(1996) 동부 (철원읍, 동송읍 서부)[2]
- 김화 지질도폭(2007) 전역 (동송읍 동부, 김화읍, 갈말읍, 서면)[3]
- 산양리 지질도폭(2008) 서부 (근남면)[4]
- 연천 지질도폭(2008) 북부 (동송읍 오지리, 상노리)[5]
- 지포리 지질도폭(2007) 북부 (갈말읍 남부, 서면 남부)[6]

에 해당한다. 

## 선캄브리아기

### 경기변성암복합체 편마암
선캄브리아기 경기변성암복합체 편마암은 철원군 근남면 육단리와 잠곡리 지역에 고립적으로 소규모 분포한다. 근남면 육단리 서쪽, 대성산으로 올라가는 비포장 전술도로 주변에는 경기변성암복합체의 일부인 준(準)편마암류가 분포한다. 이곳에서는 주로 흑운모 편마암으로 구성되고 부분적으로 석회질편암이 교호하며 엽리는 북서 주향에 북동 경사를 보인다. 근남면 육단리 육단2교 부근의 북쪽 하천 사면에는 외견상 조선 누층군의 암회색 석회암과 유사한 결정질 석회암과 석회질편암이 분포한다. 근남면 잠곡리 잠곡저수지 남부의 편마암은 쥐라기 대보 화강암 반상 흑운모 화강암 내 포획되어 분포하며 주로 안구상 편마암과 흑운모 편마암으로 구성된다. 철원군 근남면 마현리 남동부 말고개 지역의 편마암은 우흑대와 미약한 우백대가 교호하는 흑운모 편마암과 석류석을 많이 포함하는 함석류석화강편마암이 분포하며 대성산 정상 동부에는 석회규산염암이 포획되어 있다.

## 중생대트라이아스기화강암

### 엽리상 화강암
근남면 육단리 동쪽 사면에는 미약한 엽리를 보이는 엽리상 흑운모 화강암이 약 남-북 방향 약 370 m의 폭으로 분포한다. 이 화강암은 선캄브리아기 흑운모 편마암을 관입한 후 쥐라기의 함석류석 복운모 화강암에 의해 관입당해 소규모 포획체의 형태로 산출된다. 화강암의 관입 시기는 트라이아스기 또는 그 이전으로 추정된다.

### 거반정질 화강암
거반정질 화강암은 갈말읍 내대리 북서부와 상사리 송호동, 동송읍 양촌 한탄강변 양수펌프장 일대에 소규모 분포한다. 원래 분포 범위가 더 넓었지만 쥐라기 화강암에 의해 관입당해 범위가 줄었다. 갈말읍 상사리 도로변(북위 38° 13′ 0.2″ 동경 127° 16′ 9.2″ / 북위 38.216722°  동경 127.269222° )에서 채취한 시료의 저어콘에 대한 SHRIMP U-Pb 연대측정 결과는 232.2+1.8 Ma (트라이아스기 중기 라디니안)이다.

## 중생대쥐라기대보 화강암
쥐라기에 관입한 화강암류는 경기변성암복합체와 트라이아스기 화강암을 관입한 대보 화강암으로, 철원군의 대부분을 차지하고 서울-의정부-철원을 거쳐 조선민주주의인민공화국으로 연장되는 대규모 저반(底盤)의 일부이다.

### 흑운모 화강암
흑운모 화강암은 김화읍, 갈말읍의 산악지대에 넓게 분포하는 화강암으로 서울특별시 서울 화강암과 포천시 포천 화강암과 연속된다. U-Pb 연대측정 결과는 184 Ma (쥐라기 전기)이며 철원군의 대보 화강암 중 가장 오래된 것이다. 주요 구성 광물은 석영, 알칼리 장석, 사장석, 흑운모이며 부 구성 광물로 인회석, 저어콘, 모나자이트 등이 있다.

### 함석류석 복운모 화강암
함석류석 복운모 화강암은 근남면 육단리, 사곡리와 서면 와수리 일대에 분포하며 전반적으로 회색을 띠고 석류석을 함유한다. 주로 석영, 알칼리 장석, 사장석, 흑운모, 백운모 등으로 구성되고 석류석, 저어콘, 모나자이트 등이 부 구성 광물로 들어 있다. 근남면 육단리 도로변(북위 38° 14′ 9.8″ 동경 127° 28′ 16.1″ / 북위 38.236056°  동경 127.471139° )에서 채취한 시료의 모나자이트를 이용하여 U-Pb 연대측정을 실시한 결과 170.5 Ma 으로서 관입시기가 중기 쥐라기임을 지시한다.

### 반상 흑운모 화강암
반상 흑운모 화강암은 근남면 잠곡리, 매월동, 서면 무금동 일대와 갈말읍 지경리, 내대리, 상사리 등지에 분포하며 전반적으로 회색을 띤다. 주요 구성 광물은 석영, 알칼리 장석, 사장석, 흑운모이며 부구성 광물로 저어콘, 모나자이트가 있다. 철원군 서면 자등리 상해계곡에서는 많은 염기성 포획체(enclave)가 관찰된다.

### 각섬석 화강암
각섬석 화강암은 서면 와수리 수유동에서 북쪽으로 읍내리 성재산을 거쳐 약 570 m 폭의 긴 남-북 방향으로 분포한다. 또한 동송읍 양지리 양촌 일대와 갈말읍 문혜리 토기교 남쪽 계곡에 소규모 관입하고 있다. 주요 구성 광물은 석영, 사장석, 알칼리 장석, 각섬석, 흑운모 등이다.

## 중생대백악기화강암

### 명성산 화강암
명성산 화강암은 명성산(922 m)을 중심으로 포천시 북부와 철원군 동송읍 장흥리, 양지리, 김화읍 생창리 일대에 분포하는 붉은색의 백악기 화강암이다. 산정 단층에 의해 우수향으로 3.5 km 이상 변위되어 있으며 주요 구성 광물은 석영, 사장석, 알칼리 장석, 흑운모, 녹니석, 저어콘 등이며 U-Pb 연대측정 결과는 112 Ma (백악기 압트절-알비절)이다. 명성산 화강암은 대륙주변부 화산호 환경에서 형성된 것으로 해석된다.

## 중생대백악기철원 분지 철원층군
철원 분지는 연천군 전곡읍~철원군 철원읍~포천시 관인면 지역에 타원 형태로 발달한 백악기의 퇴적 분지로 중생대 백악기의 퇴적암 지층 철원층군으로 구성된다. 철원 분지의 서측 경계는 추가령 단층의 일부인 추가령 단층, 동측 경계는 동송 단층(부분적)이며 분지를 구성하는 철원층군은 대부분 화산암으로 구성되고 약간의 응회암질 퇴적암으로 구성된다. 철원층군은 밑에서부터 신흥층, 궁평층, 중리층, 금학산 안산암, 동막골 응회암, 유문암, 신서각력암, 지장봉 응회암 8개 암석으로 구성되며 이중 금학산 안산암, 동막골 응회암, 유문암, 신서각력암이 행정 구역상 철원군 내에 분포한다.

## 제4기현무암
신생대 제4기에 현무암은 추가령 구조곡의 한탄강을 따라 열하 분출하여, 중생대의 대보 화강암류를 부정합으로 덮었다. 이 현무암은 갈말읍 삼성리 풍전 지역과 내대리와 상사리, 동송읍 장흥리 한탄강변에 수직 절벽 형태로 노출되어 있으며 철원군 지역에서 현무암의 두께는 약 70 m이다.

### 철원-평강 용암대지
추가령 구조곡에서 화산 활동은 백악기부터 제4기 플라이스토세까지 일어났다. 용암 대지를 형성하는 전곡 현무암은 칼륨-아르곤 연대 측정 결과 불과 27만년 전(0.27 Ma)에 분출한 것으로 드러났다. 제4기 현무암은 오리산과 검불랑 부근의 680 m 고지로부터 분출하였다. 연천군 전곡 지역 제4기 화산암의 마그마 발생 심도는 약 250~300 km로 추정된다. 신생대 제4기에, 추가령 구조곡의 지질적으로 약한 부분을 따라 열하 분출(裂罅 噴出)한 용암은, 철원-평강 용암대지로 불리는 대규모 화산 지형을 형성하였다. 유동성이 큰 현무암질 용암의 분출은 주로 강원도 평강군의 오리산(鴨山, 453 m)과 검불랑을 잇는 선을 중심으로 이루어졌다. 현무암질 용암의 분출로 인해 기존의 하천들이 매몰되고 분수계가 변화하는 하계망 혼란과 재편성이 일어났으며 평탄한 곳에서는 하천 쟁탈도 전개되고 있다.

### 한탄강 대교천 현무암 협곡

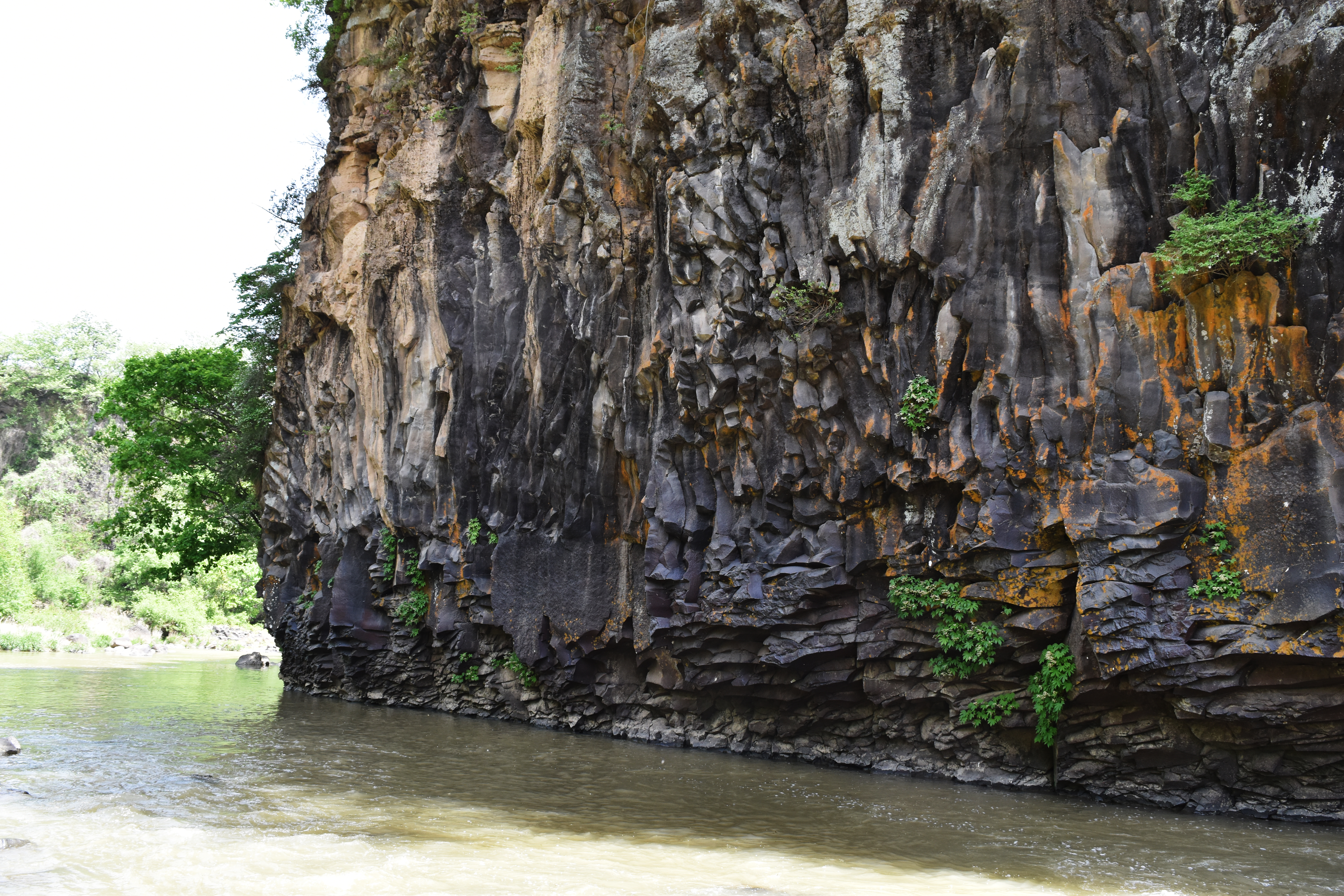
한탄강 대교천 현무암 협곡

한탄강 대교천 현무암 협곡(漢灘江 大橋川 玄武岩 峽谷)은 경기도 포천시 관인면과 강원특별자치도 철원군 동송읍에 걸쳐있는 계곡이다. 2004년 2월 23일 대한민국의 천연기념물 제436호로 지정되었다.
한탄강 연안에는 현무암 평원이 발달하여 있으며, 현무암 평원을 관류하는 한탄강 유로에는 경관이 특이한 현무암 협곡이 형성되어 있다. 철원 대교천 현무암 협곡은 그들 중 가장 대표적인 것으로서 제4기의 지질과 지형 발달을 이해하는데 학술적으로도 매우 중요한 비중을 차지한다. 협곡 양측절벽 현무암의 절대연령은 약 27만년 전에 분출한 용암이 최소한 3번의 분출 단위를 보이는 추가령 현무암으로 구성되며, 협곡 곡벽 곳곳에 현무암의 주상절리가 아름답게 분포한다. 주상절리는 지표로 분출한 용암이 냉각될 때 용암이 수축되면서 형성된 육각기둥이다. 이 주상절리는 협곡의 하상뿐만이 아니라 협곡의 양측 절벽에도 발달하며, 국지적으로서는 단순한 수직절리가 발달하기도 한다.
이 현무암 협곡의 총 길이는 약 1.5Km이고 협곡의 깊이는 20∼30m로 경관이 빼어나며 현무암 내에 보존되어 있는 주상절리의 우수한 보존성 등은 제4기 지질을 이해하는데 귀중한 자료를 제공한다. 대교천 현무암 협곡은 다양한 주상절리, 굴삭작용 및 마식작용에 의한 하상지형으로 대칭의 협곡을 이루며, 현무암 평원이 유수에 의해 형성된 여러 형태의 지형을 관찰할 수 있는 곳으로, 한탄강 유역에서도 가장 수려한 경관을 이루고 있어 자연 학습장으로의 가치가 높을 뿐만 아니라 한반도 제4기 지질 및 지형발달을 이해하는데 귀중한 학술적 자료를 제공한다.
한탄강 세계지질공원 한탄강 잔도길
- 북위 38° 10′ 19.0″ 동경 127° 17′ 32.8″ / 북위 38.171944°  동경 127.292444°
- 북위 38° 10′ 24.8″ 동경 127° 17′ 51.03″ / 북위 38.173556°  동경 127.2975083°
- 북위 38° 10′ 12.2″ 동경 127° 17′ 27.2″ / 북위 38.170056°  동경 127.290889°
- 북위 38° 10′ 01.19″ 동경 127° 17′ 18″ / 북위 38.1669972°  동경 127.28833°
- 북위 38° 09′ 21.92″ 동경 127° 17′ 08.5″ / 북위 38.1560889°  동경 127.285694°

## 단층
철원군 일대에는 왕숙천 단층을 포함 다수의 북북동 주향의 단층들이 발달한다. 

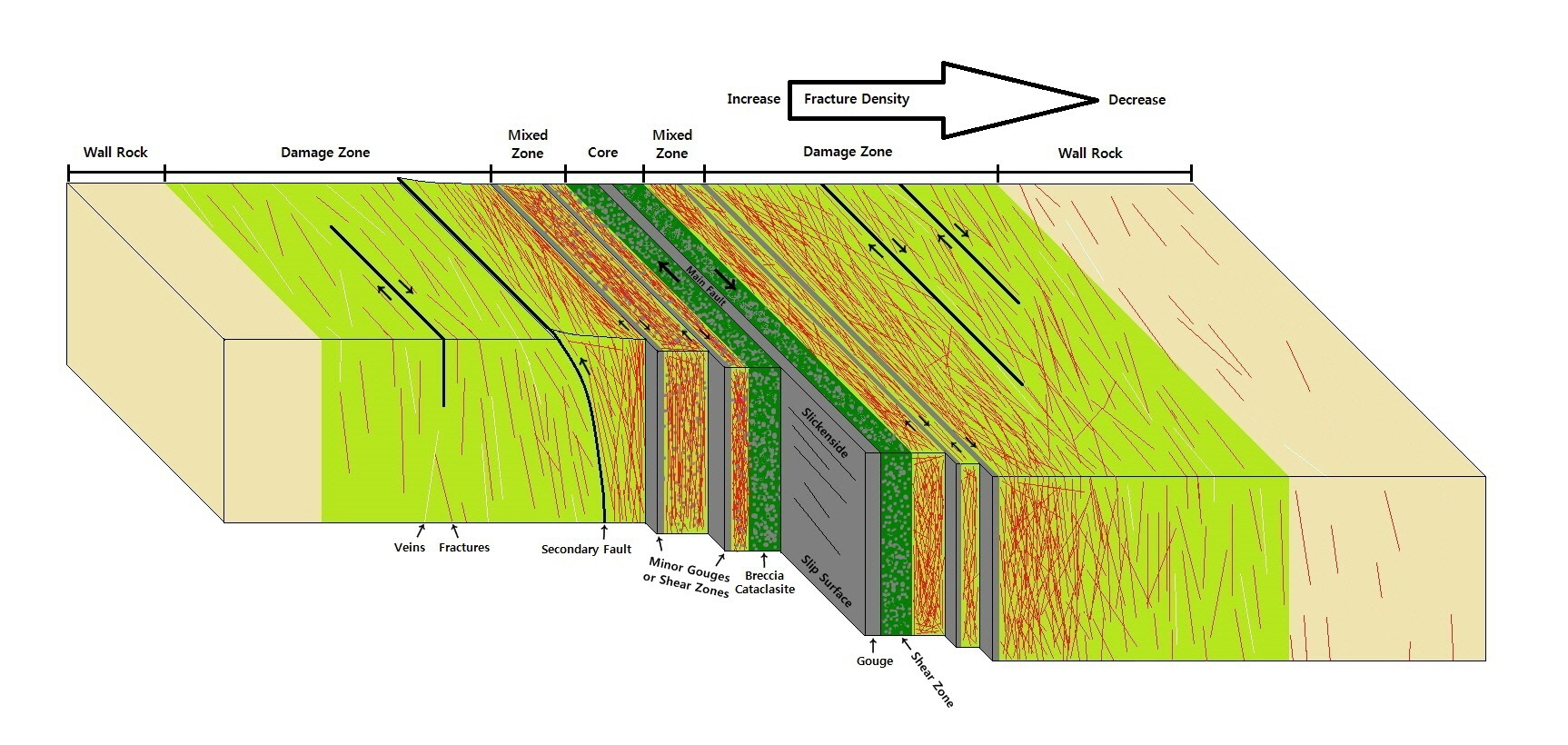
일반적인 단층대의 구조
Core: 단층핵 Mixed Zone: 혼합대 Damage Zone: 단층손상대 Wall Rock: 모암 Gouge: 단층비지 Breccia: 단층각력암 Cataclasite: 압쇄암 Shear Zone: 전단대 Fracture: 단열, 절리, 균열 등 Veins: 세맥

### 왕숙천 단층
왕숙천 단층(王宿川 斷層, Wangsukcheon Fault)은 경기 지괴 내 철원군 서면에서 포천시를 지나 경기도 남양주시 오남읍 왕숙천 일대까지 이어져 있는 총 연장 65 km, 북북동-남남서 방향의 주향 이동 단층이다. 왕숙천 단층은 김옥준(1973)에 의해 처음으로 정의되었으며 ESR 연대측정 결과 신생대 제4기, 약 1백만 년 전부터 15만 년 전까지 여러 차례 활동한 것으로 분석되었다 철원군 내에서는 3개 지점에서 왕숙천 단층의 노두가 보고되었으며 ESR 연대측정 결과는 제4기의 단층 활동을 지시한다.
철원군 근남면 육단리 지점(북위 38° 14′ 05.8″ 동경 127° 28′ 29.8″ / 북위 38.234944°  동경 127.474944° )은 육단리 군인아파트 북쪽 능선의 경기변성암복합체 흑운모 편마암 내에 발달한 노두이다. 단층의 주향은 북서 10°, 경사는 북동 80° 으로 단층손상대가 최대 5 m, 파쇄대가 2 m 폭으로 발달한다. 암회색의 단층각력암이 발달하며 단층점토에 대한 ESR 연대측정 결과는 260±30 ka (23~29만년 전, 플라이스토세 지바절)이다.
철원군 서면 자등리 서면초등학교 지점(북위 38° 10′ 12.1″ 동경 127° 25′ 04.9″ / 북위 38.170028°  동경 127.418028° )은 서면초등학교 동쪽 국도 제47호선 도로 절개 사면의 대보 화강암 흑운모 화강암에 드러난 노두로 남-북 방향의 주 단층과 3개의 소규모 단층이 발달한다. F1 단층은 동-서 주향에 남쪽으로 70~80° 경사하며 주향 이동 보다는 정단층성 경사 이동의 특성을 보인다. F1 단층의 단층점토에 대한 ESR 연대측정 결과는 160±20 ka (14~18만년 전, 플라이스토세 지바절)이다. F2 단층의 주향은 북동 52°, 경사는 남동 79° 으로 단층대는 20~30 cm, 단층점토는 1~5 cm 폭으로 발달한다. F3 단층의 주향은 북동 67°, 경사는 남동 70° 으로 단층대 폭은 5~15 cm이다.
철원군 서면 자등리 조막동 지점(북위 38° 09′ 26.1″ 동경 127° 24′ 46.6″ / 북위 38.157250°  동경 127.412944° )은 자등리 조막동 남쪽 국도 제47호선 도로공사 현장의 대보 화강암 흑운모 화강암에 드러난 노두이다. 단층면의 대략적인 주향은 북동 50°, 경사는 북서 85°이다.

### 산정 단층
산정 단층은 외관상으로 포천시 일동면에서 왕숙천 단층으로부터 분리되어 포천시 영북면 산정리, 철원군 갈말읍 문혜리와 지경리를 지나 김화읍 도창리 서부로 이어지는 남-북 주향의 주향 이동 단층이다. 이 단층에 의해서 명성산 화강암이 갈말읍 신철원리 지역에서 겉보기로 약 4 km 변위되어 있다.
갈말읍 토성리와 김화읍 도창리 경계 지역에는, 서쪽으로 흐르는 한탄강이 갑자기 북쪽으로 5 km 정도 진행하다가 다시 서쪽으로 진행하여, 물길이 마치 'Z'와 비슷한 모양으로 꺾여 있다. 이 곳은 바로 산정 단층이 남-북으로 통과하는 곳이며, 산정 단층은 한탄강이 북쪽으로 진행하는 구간과 정확히 일치하여 산정 단층에 의한 변위·굴절 하도로 의심되는 지역이다.

### 잠곡 단층
잠곡 단층은 철원군 근남면 사곡리에서 육단리를 지나 잠곡리에 이르기까지의 계곡을 따라 형성된 남-북 주향의 우수향 주향 이동 단층이다.

## 같이 보기
- 한국의 지질
- 경기 육괴
- 추가령 구조곡
- 철원군 (대한민국)